# Kazakhstan-Oriental
L'oblys (ou oblast) du Kazakhstan-Oriental (en kazakh Шығыс Қазақстан облысы, Şyğys Qazaqstan oblysy ; en russe Восточно-Казахстанская область, Vostotchno-Kazakhstanskaïa oblast’) est l'une des régions administratives du Kazakhstan. Il a été créé le 20 février 1932, et une partie de son territoire est devenu le 8 juin 2022 l'oblys d'Abay.
La région se situe dans les contreforts occidentaux des montagnes de l'Altaï, et dans la vallée de la rivière Irtych. Elle est limitrophe de l'oblys d'Abay à l'ouest, des sujets russes du kraï de l'Altaï au nord et de la république de l'Altaï à l'est, ainsi que de la préfecture d'Altay du Xinjiang de la Chine au sud-est. La région a une économique répartie en plusieurs secteurs, avec de l'industrie, de l'agriculture, et plus récemment du tourisme.

## Géographie

### Situation
L'oblys du Kazakhstan-Oriental est l'une des 17 régions administratives du Kazakhstan, en Asie centrale. La région, qui se situe dans le nord-est du pays, occupe une superficie de 97,726 km2, soit 3,6 % du territoire du Kazakhstan. Son territoire est limitrophe de l'oblys d'Abay à l'ouest, des sujets russes du kraï de l'Altaï au nord et de la république de l'Altaï à l'est, ainsi que de la préfecture d'Altay du Xinjiang de la Chine au sud-est.
Le Kazakhstan-Oriental possède une grande variété de paysages, avec des steppes, du désert et des montagnes recouvertes de taïga. La partie nord est recouverte par les contreforts et les crêtes occidentales, centrales et méridionales de l'Altaï, un système montagneux d'Asie centrale. C'est dans l'Altaï de minerai que se trouvent d'importantes réserves en métaux précieux et en terres rares.

Au sud des montagnes de l'Altaï se trouve le bassin aride de Zaïssan, où se trouve le lac Zaïssan. Le bassin est délimité au sud par la crête de Saour-Tarbagataï. Enfin, dans la partie centrale de l'oblys se trouvent les monts Kalba, où sont présentes de vastes étendues steppiques.

Paysages du Kazakhstan-Oriental :
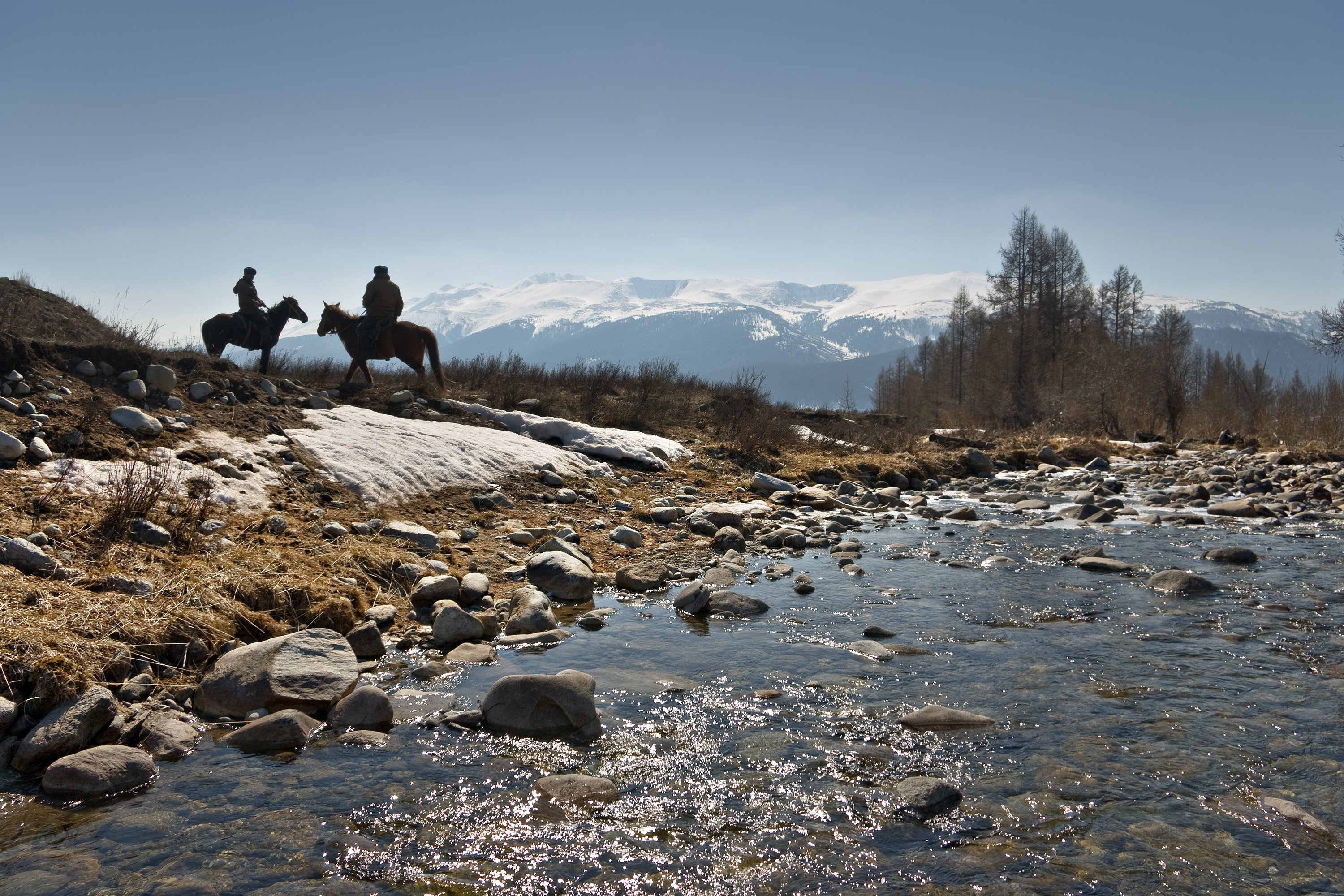
Officier du service des forêts dans la forêt de Markakol.
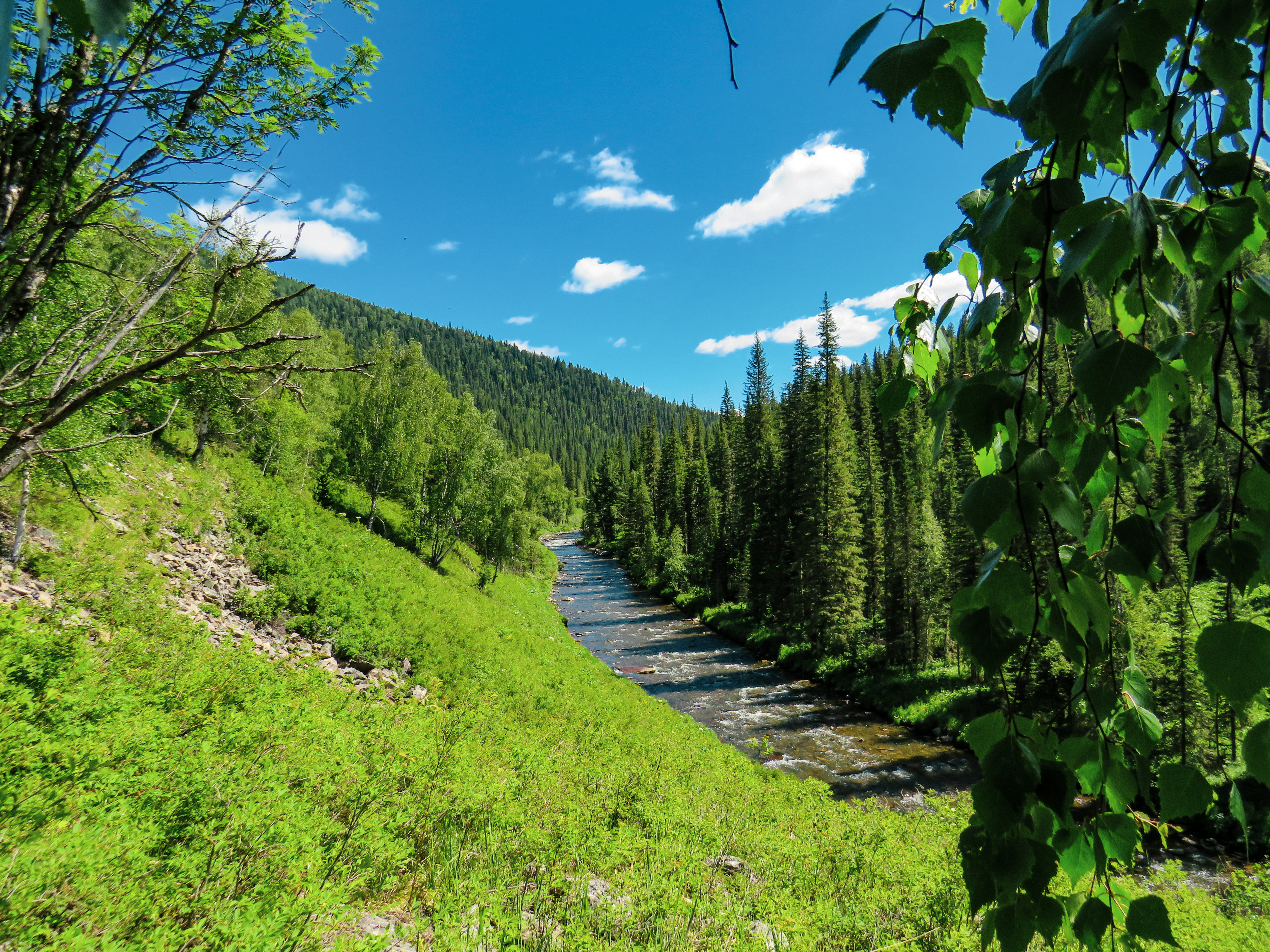
Rivière Tchiornaïa Ouba.
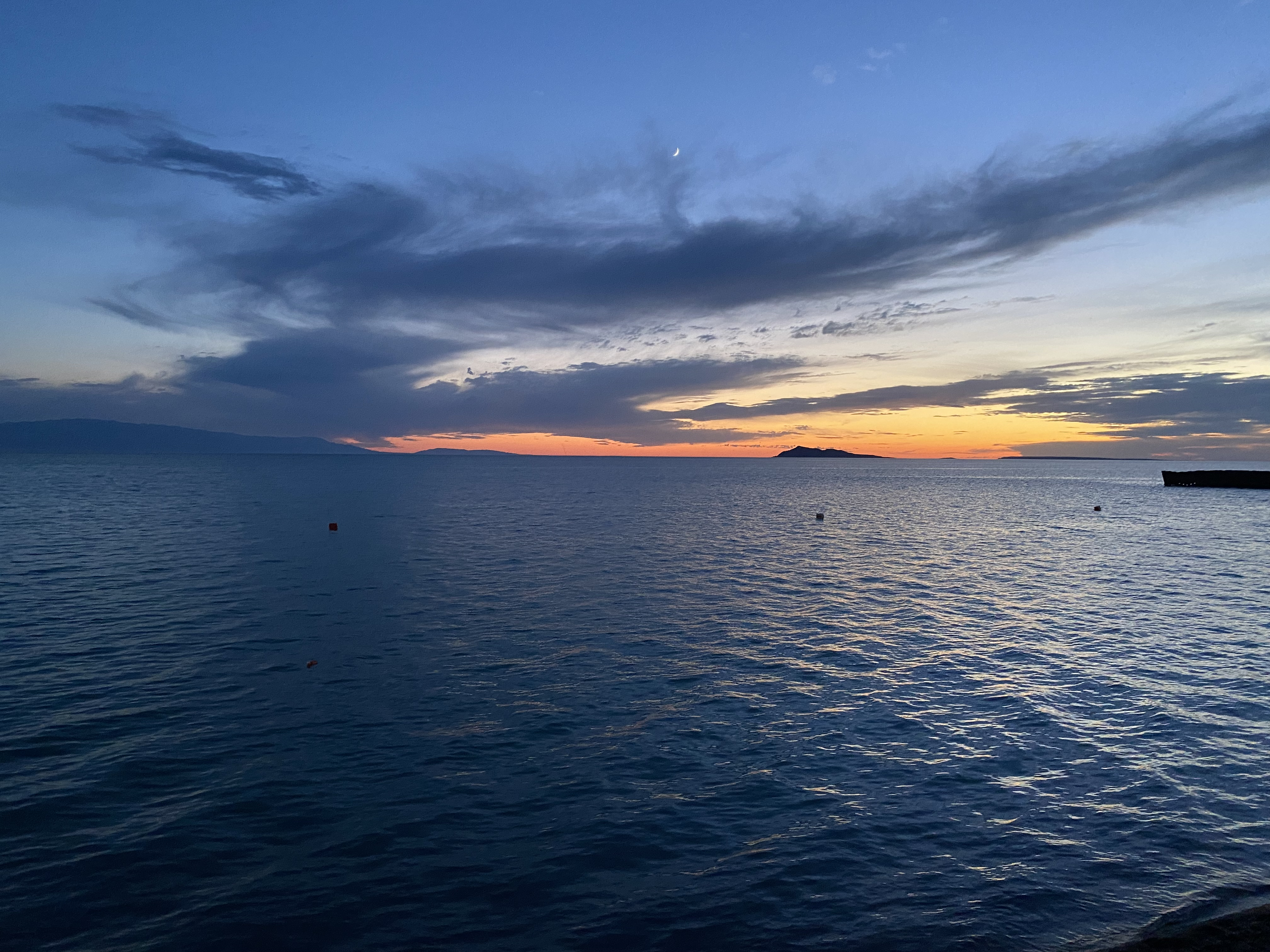
Lac Alakol.
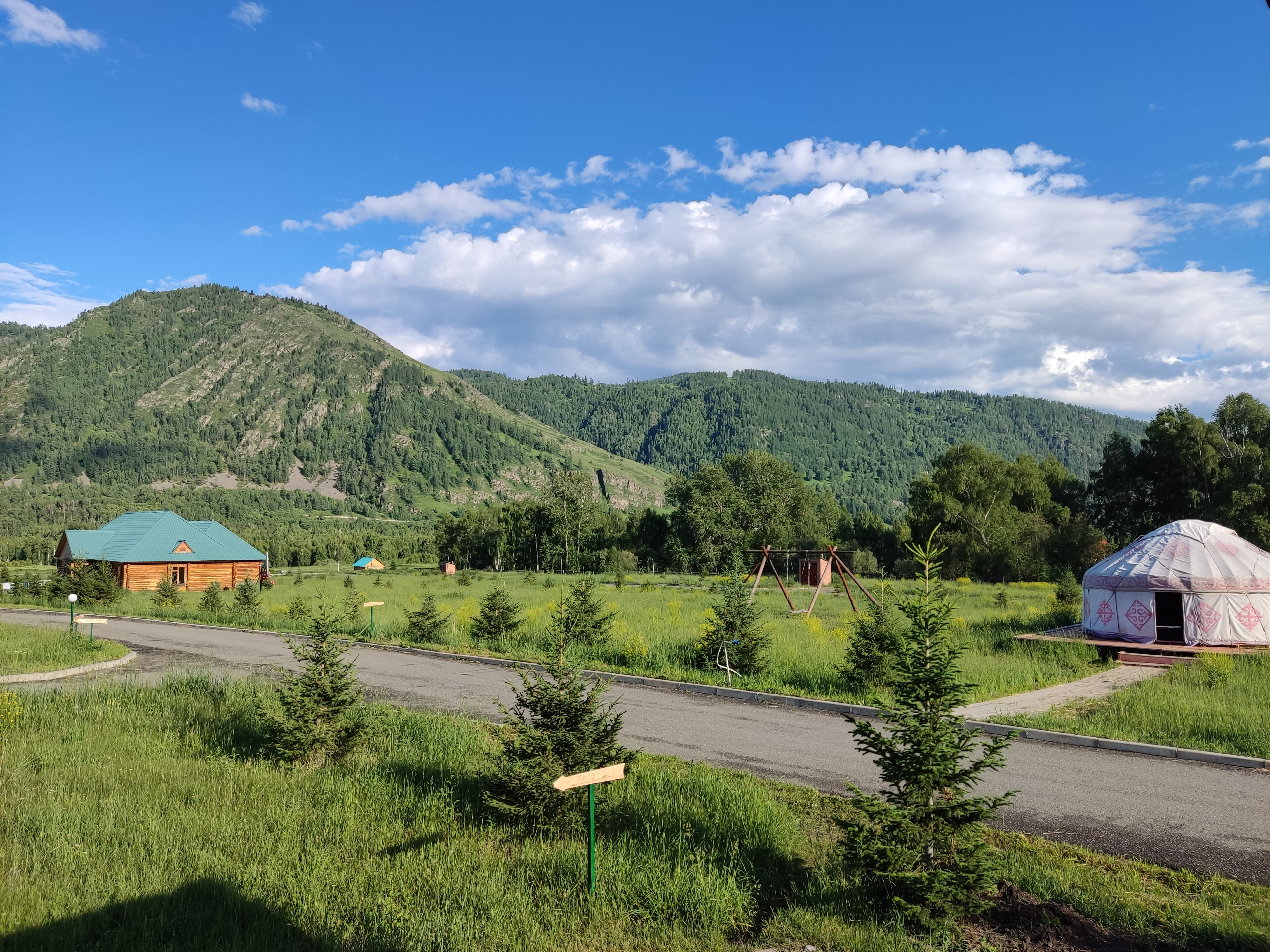
Village de Bérel.

### Climat
La position du Kazakhstan-Oriental dans la partie centrale de l'Eurasie, ainsi que les montagnes de l'Altaï situées sur son territoire, influencent ses principales caractéristiques climatiques. En général, il s'agit d'un climat fortement continental avec de grandes différences de température saisonnières et quotidiennes. Les étés sont chauds et modérément secs, tandis que les hivers sont froids et neigeux, modérément froids dans les contreforts. La rose des vents prédomine en direction sud-est.
Selon la station météorologique d'Oust-Kamenogorsk, les températures moyennes pendant les mois d'hiver varient de −12 °C à −15 °C, dans les contreforts de l'Altaï de −9 °C à −11 °C. Cependant, avec l'arrrivé de masses d'air de l'Arctique, la température peut descendre jusqu'à −42 °C. Les blizzards sont fréquents en hiver dans les semi-déserts et les steppes de la région ; les brouillards d'inversion sont fréquents dans les bassins intermontagnards. Les températures maximales moyennes en juillet varient de +25 °C à +30 °C. Les températures estivales maximales peuvent atteindre +45 °C. Les précipitations annuelles moyennes varient de 300 mm à 600 mm, dans les montagnes - environ 900 mm, dans certains endroits jusqu'à 1 500 mm.

### Environnement
L'oblys est recouvert à 7,1 % par des étendues forestières. Elles sont pour la plupart situées sur les contreforts de l'Altaï. Elles sont généralement constituées de conifères, bien que les forêts de feuillus et mixtes soient courantes dans l'étage inférieur de la zone forestière. Il y un étage de pins assez important dans le nord-ouest de la province.

En tout, l'on compte plus de 1 000 espèces de flore dans l'Altaï de minerai, avec plus de 300 espèces d'oiseaux et approximativement 100 espèces de mammifères. Les forêts et les steppes de la province abritent des argalis, belettes, cerfs porte-musc, chevreuils, chèvres de montagne, colonnes, des furets, des hermines, des lièvres, des loups, des lynx, des ours, des renards, des wapitis et des zibelines. Le maral vit dans les hauteurs de la rivière Boukhtarma, tandis que les sangliers vivent le long des rivières.

Faune de l'oblys :
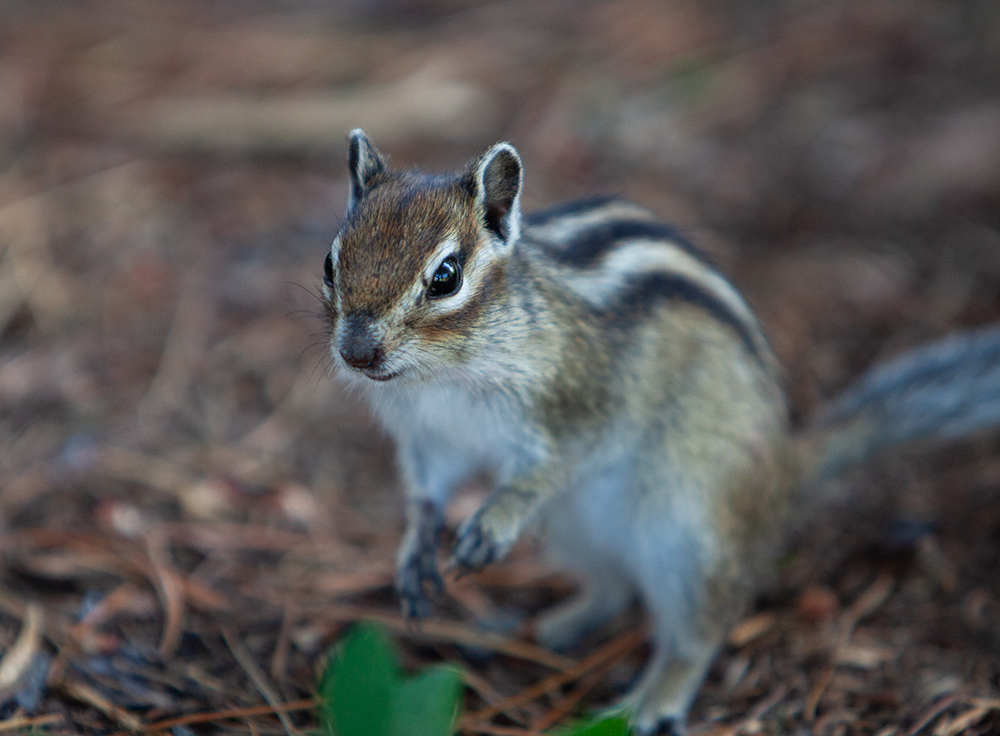
Tamia de Sibérie.
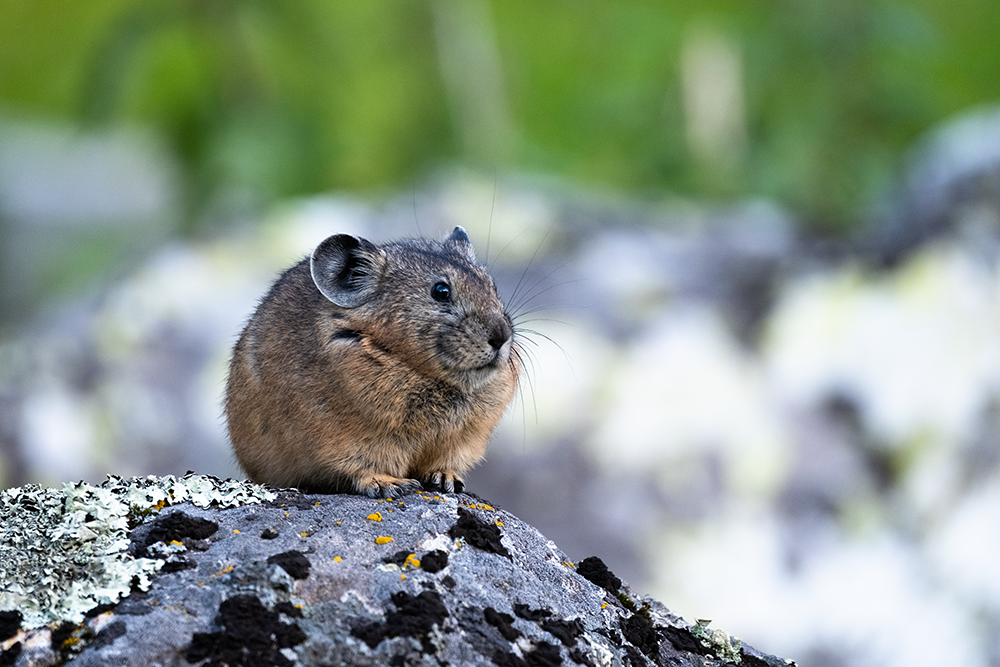
Pika de l'Altaï.
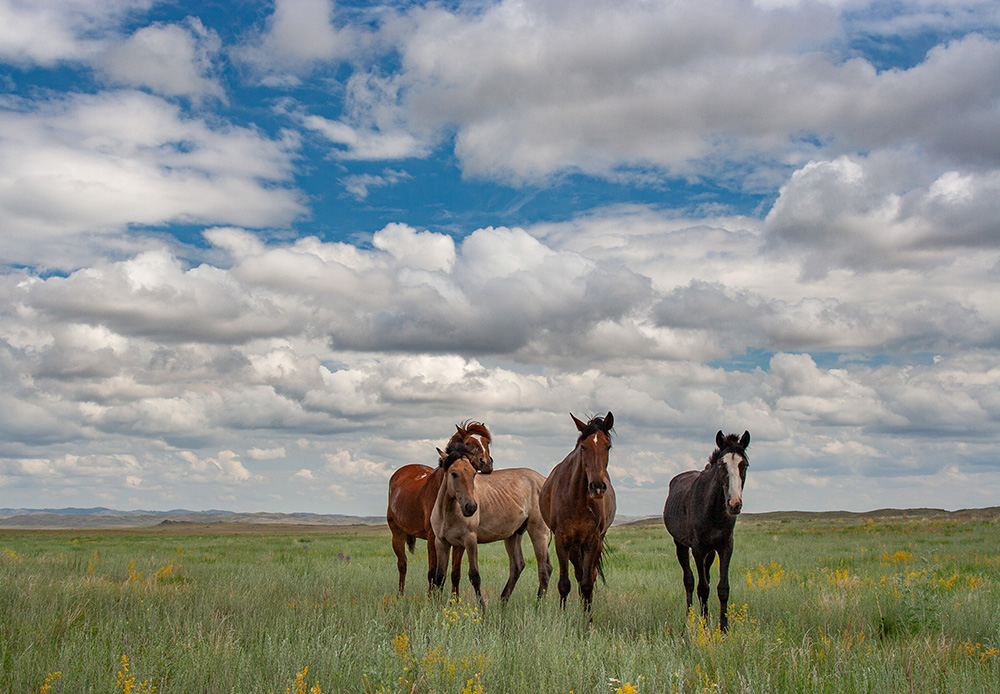
Chevaux sauvages.
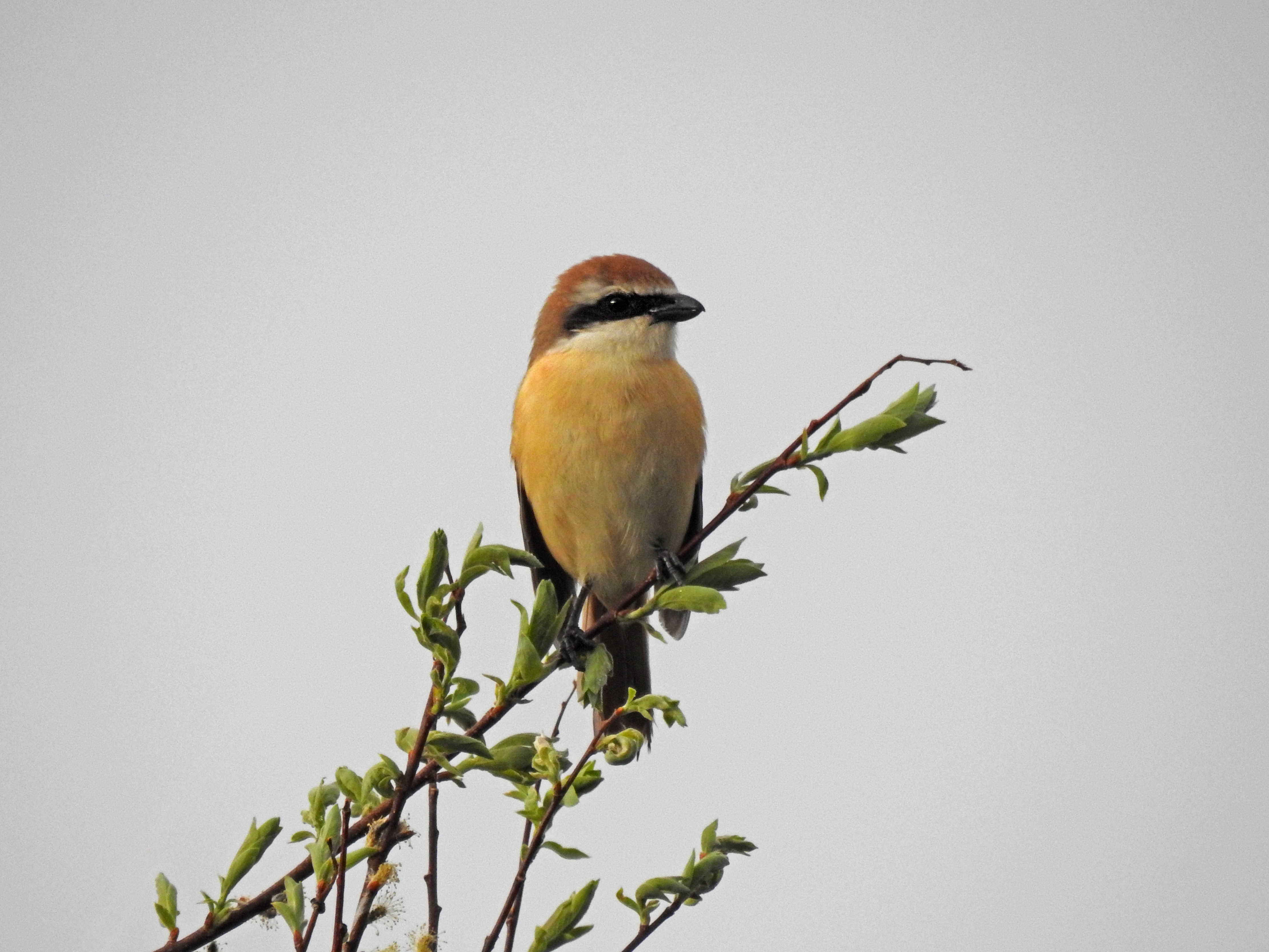
Pie-grièche brune.

## Histoire

### Jusqu'auXXesiècle
Au XIXe siècle, les tribus du Moyen Zhuz vivaient sur le territoire de la région du Kazakhstan-Oriental : Naimans (clans Bura, Karatai, Kokzharly, Karakerey, Sadyr, Tortuyl), Argyns (Karakesek, Tarakty, Tobykty), Kerei, Uaki  , ainsi que les cosaques de Semirechensk parmi les colons russes.
À la fin des années 1860, le territoire du Kazakhstan moderne faisait partie des gouvernements généraux du Turkestan, d'Orenbourg et de la Sibérie occidentale, et à partir de 1882, des gouvernements généraux de la Sibérie occidentale et du Turkestan.

### Période soviétique
Le 26 août 1920, le décret du Comité exécutif central russe et du Conseil des commissaires du peuple de la RSFSR « Sur la formation de la République soviétique socialiste autonome kirghize » fut adopté, qui comprenait l'oblast de Semipalatinsk avec les ouïezds de : Pavlodar, Semipalatinsk, Oust-Kamenogorsk, Zaïssan et Karkaraly. L'oblast de Semipalatinsk (à partir du 11 décembre 1920 - un gouvernement) jusqu'en avril 1921 était subordonnée au Sibrevkom. Sur la base de la résolution du Comité exécutif central russe du 13 juin 1921, Boukhtarma et une partie des ouïezds de Zmeïnogorsk ont été transférés du gouvernement de l'Altaï à l'oblast de Semipalatinsk.
Le 17 janvier 1928, l'okroug de Semipalatinsk, composé de 23 raïons, a été formé à partir des raïons de Semipalatinsk, Oust-Kamenogorsk, Boukhtarma, Zaïssan du gouvernement de Semipalatinsk et d'une partie de l'ouïezd de Lepsinsk du gouvernement de Djetyssou. Le 17 décembre 1930, l'okroug, comme tous les autres okrougs de la RSSA kazakhe, fut aboli, ses raïons furent agrandis et transférés à la subordination directe aux autorités de la RSSA.
L'oblys du Kazakhstan-Oriental a été créée le 20 février 1932, avec comme centre administratif de la région la ville de Semipalatinsk, et composé de 21 raïons. Le 14 octobre 1939, par décret du Présidium du Soviet suprême de l'URSS, l'oblast de Semipalatinsk a été séparée d'une partie de la région du Kazakhstan-Oriental . Le centre administratif de la région réduite du Kazakhstan-Oriental a été transféré dans la ville d'Oust-Kamenogorsk. En 1997, le territoire de l'oblast aboli de Semipalatinsk a de nouveau été inclus dans la région du Kazakhstan-Oriental. Le centre administratif de la région élargie est resté à Oust-Kamenogorsk.

### Depuis la fin de l'URSS
En mars 2022, le président du Kazakhstan Kassym-Jomart Tokaïev a procédé à un redécoupage, er la province a été divisée en 8 districts et 3 villes Öskemen et Ridder.

## Divisions administratives

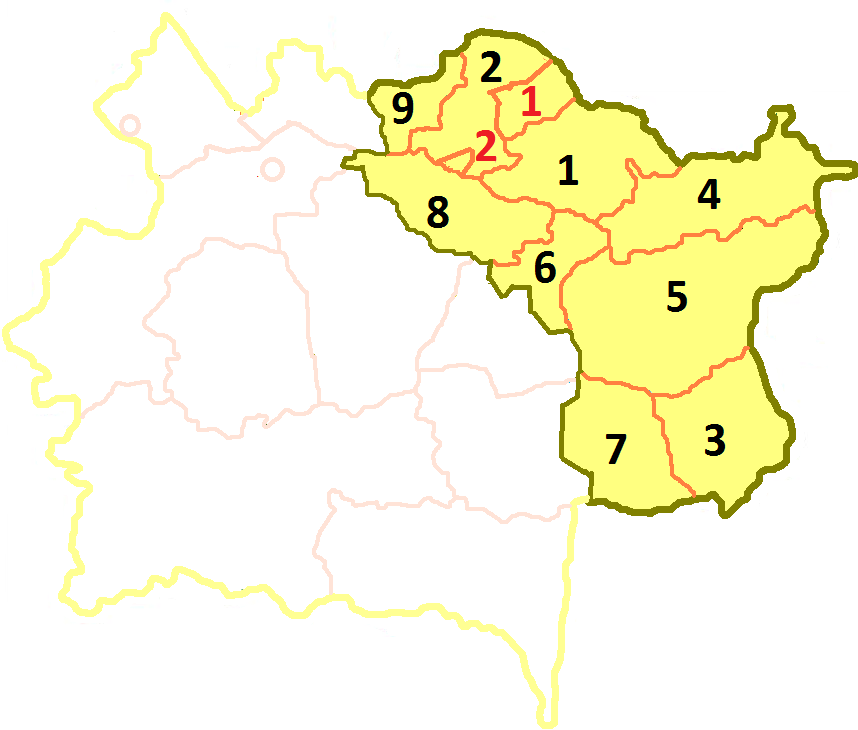
Les districts du Kazakhstan-Oriental dans les contours de 2021.

Après le redécoupage de 2022, la province est divisée en 8 districts et 3 villes Öskemen et Ridder
Par ailleurs, deux nouveaux districts sont créés : le district d'Aksuat créé à partir du district de Tarbagataï et le district de Samar créé à partir du district de Kokpekty.

### Districts
| District                 | Chef-lieu   |
| ------------------------ | ----------- |
| District d'Altay         | Altay       |
| District de Chemonaikha  | Chemonaikha |
| District de Glubokoe     | Glubokoe    |
| District de Katonkaragaï | Ulken Narym |
| District de Kourchim     | Kourchim    |
| District de Tarbagataï   | Aksuat      |
| District d'Ulan          | Molodyojny  |
| District de Zaïssan      | Zaïssan     |

### Villes

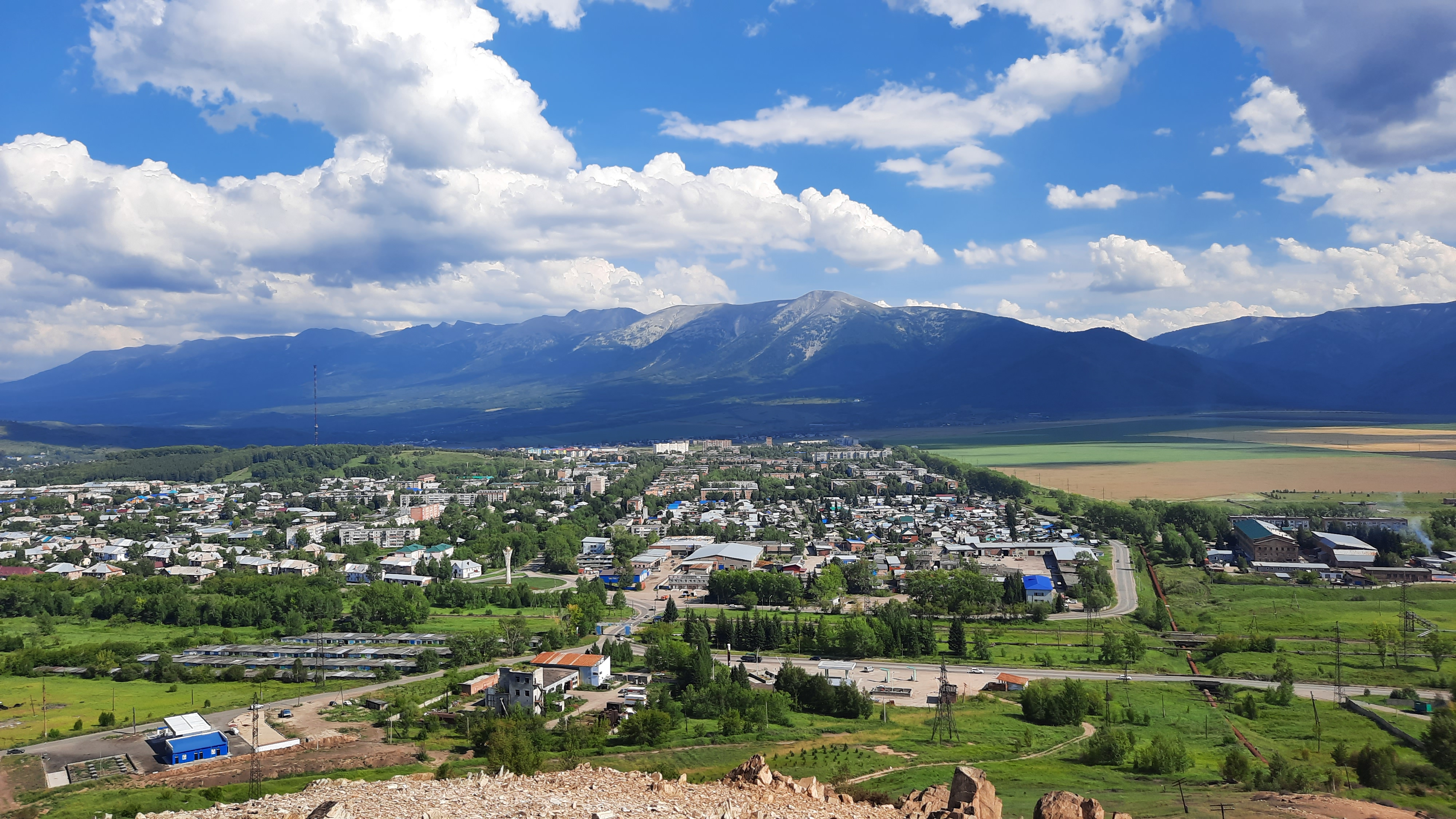
Ville de Ridder.

| Ville   |
| ------- |
| Öskemen |
| Ridder  |
| Zyrian  |

## Démographie
En 2010, la région du Kazakhstan-Oriental abritait 712 693 habitants (50,23 % de la population totale de la région du Kazakhstan-Oriental ), dont 59,46 % de Russes, 35,86 % de Kazakhs, 1,35 % d'Allemands et 0,96 % de Tatars, 0,91 % d'Ukrainiens, 1,46 % d'autres.

## Pour approfondir